# Museo de la Valltorta
El museo de la Valltorta (en valenciano y oficialmente Museu de la Valltorta) es un museo situado en la localidad de Tírig. Fue creado en 1994 por la Generalidad Valenciana para velar por la conservación, estudio y divulgación del arte rupestre de la Comunidad Valenciana. El edificio, obra de los arquitectos Miguel del Rey Aynat e Íñigo Magro de Orbe, se emplaza en la partida Pla de l'Om, en el término municipal de Tírig (Provincia de Castellón, España), a 500 metros del Barranco de la Valltorta.
Entre sus instalaciones cuenta con dependencias de trabajo, como laboratorio, almacenes y biblioteca, una sala de exposiciones temporales y cuatro salas de exposición permanente.
A través de su Centro de Interpretación, se realiza una constante actividad de investigación sobre el Arte Rupestre de la zona. Desde principios del siglo XX se han ido descubriendo nuevos abrigos con estas pinturas y a partir de 1998, se incluyeron en el Patrimonio Mundial de la UNESCO. 

## Contenidos

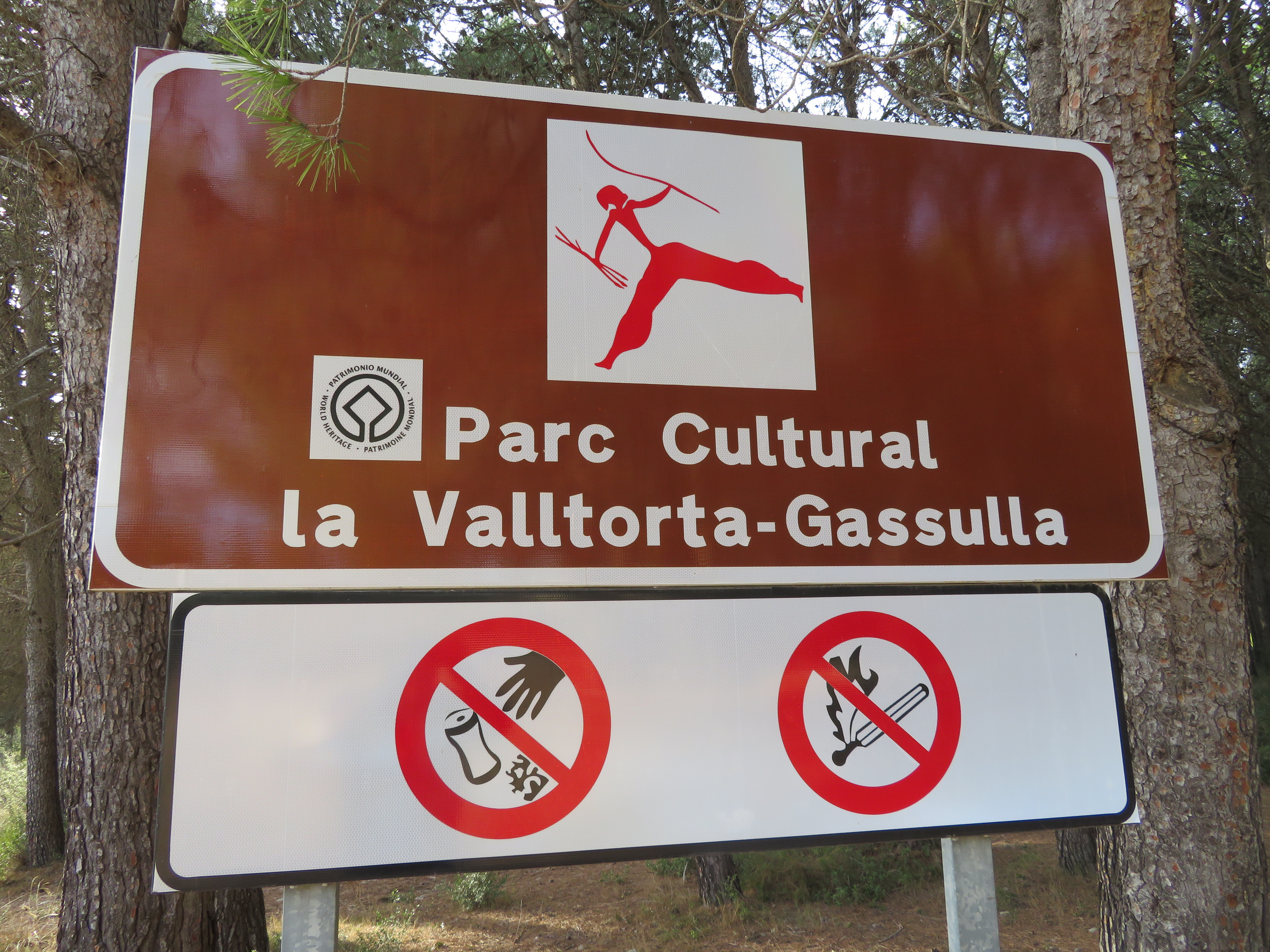
Parque cultural de la Valltorta-Gasulla.

## Información útil
La entrada al museo y las visitas a los abrigos son totalmente gratuitas.
- Horario del museo:

- De octubre a abril: de martes a domingo, de 10.00 h a 14.00 h y de 16.00 h a 18.00 h
- De mayo a septiembre: de martes a domingo, de 10.00 h a 14.00 h y de 17.00 h a 20.00 h

(Los días 24, 25 y 31 de diciembre y 1 y 6 de enero está cerrado.)
- Visitas a los abrigos con pinturas rupestres. Desde el museo se organizan visitas guiadas a los abrigos del Barranco de la Vallorta. Los horarios que se suelen cumplir para los grupos que acuden por libre al museo son:

- Visita al abrigo de Mas d'en Josep a las 10 h.
- Visita a la Cova dels Cavalls a las 12 h.
- Visita a la Cova del Civil a las 18 h (verano) o 16,30 h (invierno); el horario está justificado por la distinta posición del sol a lo largo de la jornada.
- También pueden visitarse otros abrigos como La Saltadora (Les Coves de Vinromà) o el Abric Centelles (Albocàsser), pero estas deben concertarse previamente con el Museo. Además se puede visitar desde el Mas de la Montalbana, otro de los abrigos más importantes del Arte Levantino que se encuentra en Ares del Maestre: La Cova Remigia.

- Actividades didácticas: El museo dispone de guías cuyas explicaciones se adaptan a todo tipo de público. Además, se organizan actividades didácticas para los más pequeños (previa consulta), en las que se llevan a cabo diversos talleres que divierten de una manera didáctica. El lugar de la realización de los talleres varía, aunque en muchas ocasiones se utiliza la cabaña neolítica (arqueología experimental) que se encuentra cercana al museo.